# Hansa (Bielefeld)
Hansa is een Duits historisch merk van auto's en motorfietsen.
De bedrijfsnaam was: Hansa Präzisionswerke AG, Bielefeld.
Hansa was aanvankelijk een autofabriek en had in 1913 de autofabriek Ramesohl & Schmidt (ook in Bielefeld) overgenomen. Bij Ramesohl & Schmidt werden naast auto’s ook motorfietsen gebouwd, hoewel de eerlijkheid gebiedt te zeggen dat meestal kant-en-klare motorfietsen van de eigen merknaam werden voorzien. Na de overname door Hansa en het einde van de Eerste Wereldoorlog werd dat anders. Vanaf 1922 ging Hansa lichte, goedkope motorfietsjes met riemaandrijving maken met tweetakt- en zijklepmotoren van 148- tot 246 cc. Er was in het naoorlogse Duitsland weliswaar vraag naar dergelijke vervoermiddelen, maar op dat idee kwamen ongeveer 200 fabrikanten, waardoor de concurrentie enorm was. Toen in 1925 ruim 150 van deze merkjes de poort weer moesten sluiten, was Hansa daar ook bij. Wel is bekend dat tegen het einde van de productie nog goede 198- en 246cc-kopklepmotoren uit eigen productie werden gemaakt. Er is echter slechts één overgebleven Hansa-motorfiets bekend, een 148cc-Hansa T3 uit 1924.